# 八尾市立刑部小学校
八尾市立刑部小学校（やおしりつ おさかべしょうがっこう）は、大阪府八尾市にある公立小学校。

## 沿革
- 1972年9月1日 - 八尾市立南山本小学校・八尾市立曙川小学校より分離開校
- 1972年11月9日 - 校章制定
- 1974年3月19日 - 校歌制定
- 1978年4月1日 - 養護学級設置

## 著名な出身者
- 城島茂

## 交通
- 近鉄大阪線 恩智駅徒歩15分
- 近鉄大阪線 高安駅徒歩15分
- 関西本線（大和路線） 志紀駅徒歩15分